# اوفلونس
اوفلونس (به فرانسوی: Auflance) یک کمون در فرانسه است که در آردن (دپارتمان) واقع شده است. اوفلونس ۶٫۱۶ کیلومتر مربع مساحت دارد ۱۹۳ متر بالاتر از سطح دریا واقع شده است.